# М-172
М-172 — советская гвардейская краснознамённая подводная лодка (ПЛ) типа «Малютка».
ПЛ заложена 17 июня 1936 года в Ленинграде на заводе «Судомех» (с 1937 года завод № 196) под наименованием «М-88», построечный номер 89. 23 июля 1937 года спущена на воду. 25 декабря 1937 года зачислена в состав Краснознамённого Балтийского флота. В 1939 году ушла по Беломорско-Балтийскому каналу на Север, где вошла в состав бригады подводных лодок Северного флота. Смена тактического номера на «М-172» произошла 16 июня 1939 года.

## Конструкция
Водоизмещение надводное 206,5 т, подводное 258 т, длина — 44,5 м, ширина — 3,3 м, осадка 3 м, максимальная скорость над водой 13,2 узла (24,4 км/ч), под водой — 8,2 узла (15,2 км/ч), максимальная дальность плавания над водой 1880 миль (3490 км), под водой (экономическим ходом) 107 миль (198 км). Экипаж — 20 человек. Вооружение: два 533-мм носовых торпедных аппарата, одно 45-мм орудие и два 7,62-мм пулемёта.

## История
В октябре 1939 года, находясь в боевом дозоре в Кольском заливе, получила повреждения и вернулась в базу. На время проведения ремонта была исключена из кампании, вплоть до окончания ремонта 30 декабря 1939 года.
Во время Советско-финской войны 1939—1940 годов совершила один боевой выход под командованием старшего лейтенанта Лысенко Дмитрия Яковлевича с 29 января 1940 года. Но во время 7-балльного шторма на подходах к мысу Цып-Наволок в Баренцевом море на «М-172» вышли из строя упорный подшипник, радиопередатчик и гирокомпас (к концу похода невязка составила 12,5 миль). После неудачных попыток выйти на связь у мыса Могильного была вынуждена вернуться в базу 2 февраля.
22 мая 1940 года вновь произошёл инцидент. Находясь в совместном дозоре с тральщиком вдоль западных берегов полуостровов Среднего и Рыбачьего, «М-172», подходя при навальном ветре к тральщику, погнула форштевень и сломала ограждение правого пера носовых горизонтальных рулей. На лодке завершили средний ремонт 14 апреля 1941 года, а докование прошло с 23 апреля по 9 мая 1941 года. Во время ремонтов было переделано ограждение рубки. По итогам 1940 года экипаж вошёл только во 2-ю линию.
С 19 июня 1941 года перешла из губы Оленья в губу Мотка на боевую подготовку в составе 4-го дивизиона бригады подводных лодок Северного флота.

#### 1-й боевой поход
11 июля 1941 года в 18:30 «М-172» вышла в дозор под командованием старшего лейтенанта Д. Я. Лысенко северо-восточнее полуострова Рыбачий на позицию № 7. 12 июля в 03:28 прибыла на позицию, в 06:20 обнаружила 3 корабля противника, предположительно эсминцы «Z-7», «Z-10» и «Z-20», но выйти в атаку не смогла. Утром 13 июля в районе маяка Гавриловский обнаружены корабли ЭПРОН, в составе двух траулеров «РТ-32» и «РТ-67» в сопровождении сторожевика «Пассат» (бывший «РТ-102»). В итоге получасового боя, один траулер и сторожевой корабль были потоплены, второй траулер сумел выброситься на отмель, всего погибло 73 человека. «М-172» получила трещину в газоотводном клапане, который начал пропускать воду. Вечером 18 июля, обнаружив шум винтов, командир отдал приказ на начало манёвра уклонения, в ночь с 18 на 19 июля при маневрировании из-за поломки клапана был залит дизель. 20 июля, находясь на позиции в Варангер-фьорде, из-за невязки своего места в 31 милю лодка села на мель и ударилась о камни в районе губы Териберской, повредив корпус, волнорезные щитки торпедных аппаратов и надстройку в носовой части. В этот момент командир лодки поддался панике и считал, что противник вытаскивает корабль на поверхность сверхмощным магнитом, а когда произошло возгорание в щитовой, Лысенко сообщил экипажу, что гитлеровцы пытаются разрезать субмарину неизвестными лучами. Спасли лодку от затопления своевременные действия инженер-механика Г. Ф. Каратаева. Экипаж смог вернуть лодку в Полярный 20 июля.
За трусость и паникёрство, проявленное в боевой обстановке, Д. Я. Лысенко отдан под суд военного трибунала. Решением трибунала стало увольнение из ВМФ и отправка его на фронт. Однако туда он не попал, уже 8 октября 1941 года он восстановился в ВМФ, сохранив за собой прежнее звание, и был назначен командиром сетевой партии охраны рейда военно-морской базы Йоканьга.
С 22 июля 1941 года командиром «М-172» назначен капитан-лейтенант (впоследствии капитан 3-го ранга, капитан 2-го ранга, Герой Советского Союза) Израиль Ильич Фисанович.
7 августа 1941 года лодка завершила докование и ремонт на Мурманском судоремонтном заводе Народного комиссариата рыбной промышленности.

#### 2-й боевой поход
Выйдя 18 августа 1941 года в район Петсамо, позиция № 6, лодка прибыла сначала в район зарядки аккумуляторных батарей, а затем и на позицию 19 августа. 20 августа была безуспешно атакована самолётом типа Messerschmitt Bf.110, от которого уклонилась погружением. Днём 21 августа, уточнив место по береговым ориентирам, лодка погрузилась на глубину 15 метров и в 13:00 проникла в залив, миновав сигнально-наблюдательный пост в подводном положении, прошла в бухту Петсамон-Вуоно. Это был первый прорыв советской подводной лодки в Линахамари. Войдя на рейд Линахамари, подлодка обнаружила большой двухмачтовый военный паровой бот, который периодически стопорил ход. Предположив, что это дозорный катер, осуществлявший поиск подводных лодок с помощью шумопеленгатора, командир лодки тоже решил двигаться толчками: когда шум винтов катера пропадал, он останавливал электромоторы, а когда шум возобновлялся, пускал их снова. В 13:30 лодка разошлась на глубине 15 метров с дозорным ботом правыми бортами, ориентируясь при помощи акустики. В 13:45 субмарина вошла в гавань Линахамари и на дистанции 9-10 кабельтовых обнаружила у северо-западного причала транспорт (4000—5000 тонн), стоящий под разгрузкой. Выйдя на его курсовой угол 60-70°, лодка в 14:00 произвела из подводного положения торпедную атаку, выпустив прицельно (целясь по трубе транспорта) одну торпеду (углубление торпеды — 2 метра, дальность хода — 8000 метров) из носового торпедного аппарата № 1 с дистанции 7-8 кабельтовых. Через 1 минуту услышан глухой взрыв — торпеда взорвалась при ударе о пирс перед германским ТР «Монсун» («Monsun» 6950 брт). При выходе из бухты атакована СКА, сбросившим 6 глубинных бомб, после бомбометания катер преследование прекратил.
22 августа в 23:52 по акустическому пеленгу, совпавшему с визуальным, был обнаружен шум винтов, который принадлежал низкосидящей белой паровой яхте (1500—2000 тонн), шедшей в охранении сторожевого катера со скоростью 8 узлов по направлению из Киркенеса в Петсамо. Из носового торпедного аппарата № 2 был выполнен пуск с дистанции 4-5 кабельтовых при угле упреждения 10° и угле встречи 120°. Через 2 минуты 40 секунд были услышаны взрывы. Через 9 минут был поднят перископ, яхта не обнаружена, но как выяснится позже, торпеда взорвалась при ударе о берег рядом с германским госпитальным судном «А. фон Гумбольдт» («Alexander von Humboldt»). Преследования не было. 23 августа подлодка прибыла в Полярный. Обеспечивал поход командир 3-го дивизиона подводных лодок бригады ПЛ СФ капитан 3 ранга И. А. Колышкин.

#### 3-й боевой поход
13 сентября 1941 года в 10:00 «М-172» вышла из базы и 14 сентября прибыла на позицию № 5а в район Киркенеса. В 17:20 обнаружила в перископ по пеленгу 220° на дистанции 30 кабельтовых конвой кораблей, выходивший из Бёк-фьорда курсом на Петсамо в составе транспорта водоизмещением свыше 3000 тонн в сопровождении тральщика и двух сторожевых кораблей. Северо-восточнее устья Бек-фьорда в 17:40 из подводного положения подлодка произвела торпедную атаку, выпустив по транспорту прицельно одну торпеду из носового торпедного аппарата с дистанции 10 кабельтовых при угле упреждения 12,5° и угле встречи 120°. Через 1 минуту был услышан взрыв. В 17:44 в перископ наблюдались только 2 сторожевых корабля и тральщик. Предположительно был атакован норвежский мотобот «Орнульф» («Ornulf» 80 брт). Торпеда прошла в 15 метрах за его кормой. В момент залпа «М-172» была обнаружена и контратакована сторожевым кораблем, который на безопасном удалении от ПЛ сбросил с 17:55 до 18:10 до 10 глубинных бомб. 15 сентября подлодка была отозвана с позиции и в 17:00 прибыла в Полярный. По возвращении на базу командир доложил об уничтожении транспорта. Обеспечивал поход командир 4-го дивизиона подводных лодок бригады ПЛ СФ капитан 2-го ранга Н. И. Морозов.

#### 4-й боевой поход
18 сентября 1941 года подлодка в 10:25 вышла из Полярного. При переходе на позицию № 5 северо-западнее Вардё, днём 19 сентября из-за ошибки в счислении оказалась без оповещения в районе бухты Цып-Наволок, где в 12:55 была обстреляна советским сторожевым кораблем «Заря» (бывший рыболовный траулер «РТ-30» тип «Уссуриец»), который после погружения лодки сбросил на безопасном удалении 9 глубинных бомб, к счастью безрезультатно. 21 сентября прибыла в Полярный.

#### 5-й боевой поход
3 октября 1941 года в 11:54 вышла из Полярного на позицию № 6 в восточную часть Варангер-фьорда. 4 октября в 06:36 прибыла на позицию. С 9 по 12 октября штормовала в районе зарядки аккумуляторных батарей и мыса Цып-Наволок. При входе в бухту Печенга и у Петсамо имела неоднократные встречи с мелкими кораблями противника, переделанных из рыболовных мотоботов, которые несли противолодочный дозор. Несмотря на энергичные поиски, транспортные суда противника обнаружены не были. 15 октября 1941 года в 15:08 прибыла в Полярный.
С 16 по 23 октября 1941 года прошла навигационный ремонт у борта плавучей мастерской «Красный горн».

#### 6-й боевой поход
1 ноября 1941 года в 14:30 вышла из Полярного на позицию № 6 в восточную часть Варангер-фьорда. Во время несения службы в подводном положении коснулась грунта, в результате чего были сорваны ограждение вертикального руля и обтекатель привода кормовых горизонтальных рулей. После трёх суток штормовки в районе зарядки аккумуляторных батарей 9 ноября начала возвращение в базу. 10 ноября прибыла в Полярный.

#### 7-й боевой поход
12 ноября 1941 года вышла на позицию № 5 в район Вардё для съёма разведывательной группы старшего лейтенанта Г. В. Кудрявцева, высаженной на вражеской побережье подводной лодкой «М-173» в ночь на 27 сентября. Вечером 15 ноября остатки группы в количестве 5 человек были обнаружены, сняты с берега и приняты на борт субмарины. 16 ноября 1941 года в 11:00 группа благополучно доставлена в Полярный.
С 20 ноября по 4 декабря 1941 года «М-172» прошла небольшой ремонт у борта плавучей мастерской «Красный горн». Несмотря на это, техническое состояние подлодки было далеко от нормального. Командир доложил об этом командованию, но его рапорт оставили без внимания, что сказалось на декабрьском патрулировании.

#### 8-й боевой поход
14 декабря 1941 года в 16:32 подлодка вышла из Полярного на позицию № 5а в район Киркенеса. 16 декабря в 12:00 была обнаружена мотоботом противника, сбросившим на безопасном удалении от лодки 5 малых глубинных бомб. В 07:50 утра 18 декабря, находясь в 30 кабельтовых от берега, «М-172» обнаружила идущую в Киркенес подлодку противника, которую атаковать не смогла из-за позднего обнаружения, так как вахтенный принял огни подводной лодки за береговые огни и не доложил о них командиру. Пришлось произвести срочное погружение, так как дистанция до противника составляла всего 3 кабельтова.
19 декабря в 13:22, находясь в подводном положении, «М-172» обнаружила тральщик, переоборудованный из рыболовного траулера, но не смогла атаковать его из-за того, что с тральщика подлодка была также замечена. Тральщик резко изменил курс, перейдя на курсовой угол 180°, и отошёл к берегу.
Из-за заклиненной соединительной муфты, лопнувшего кулака и змеевика охлаждения упорного подшипника «Митчеля» сместилась линия гребного вала. Подлодка ушла с позиции в бухте Цып-Наволок, 19 декабря прибыла в Полярный, а 30 декабря, дождавшись очереди, начала ремонт на Мурманском судоремонтном заводе Народного комиссариата рыбной промышленности. 16 февраля 1942 года при пробном запуске произошла авария дизеля. С марта 1942 года лодка была на испытаниях, в течение которых дизель неоднократно выходил из строя. Лодка пробыла в ремонте ещё до 29 марта 1942 года.
Указом Президиума Верховного Совета СССР «О награждении Орденом Красного Знамени эскадренного миноносца „Беспощадный“, подводных лодок „М-172“, „Щ-402“ и „Щ-421“» от 3 апреля 1942 года за «образцовое выполнение боевых заданий командования и проявление при этом доблесть и мужество» подводная лодка была награждена орденом Красного Знамени. Командиру лодки капитан-лейтенанту Фисановичу было присвоено звание Героя Советского Союза.

#### 9-й боевой поход
В свой первый боевой поход в новом качестве подлодка вышла 11 апреля 1942 года в 15:31 из Полярного на позицию № 6 в Варангер-фьорд. 12 числа в 09:35 южнее мыса Кибергнес на дистанции 15-18 кабельтовых обнаружила следующий в направлении Киркенеса конвой в составе транспорта, тральщика и сторожевого корабля. В 09:49 из подводного положения произвела торпедную атаку, выпустив по транспорту с временным интервалом две торпеды из носовых торпедных аппаратов с дистанции 10 кабельтовых. Через 80 секунд был услышан взрыв. В 09:53 при осмотре горизонта в перископ вместо транспорта был обнаружен столб пара или дыма. Предположительно транспортом был немецкий танкер «Мемельланд» («Memelland» 6236 брт) или норвежский пароход «Станья». Никем не преследуемая, подлодка в 22:00 прибыла в Полярный. Командир доложил о возможном уничтожении немецкого транспорта.

#### 10-й боевой поход
14 апреля 1942 года в 17:30 подлодка вышла из Полярного на позицию № 6 в Варангер-фьорд. 15 апреля в 08:48 юго-западнее маяка Стуршер обнаружила на дистанции 15-18 кабельтовых следующий в направлении Вардё конвой в составе голландского танкера «Олеум» («Oleum» 475 брт), германского транспорта «Ногат» («Nogat» 1337 брт), норвежского транспорта «Лёваас» («Løvaas» 1891 брт), германского большого охотника «Uj-1109» и буксира «Вилли Шарль» («Willy Charles»). В 08:57 «М-172» произвела торпедную атаку из подводного положения, выпустив по транспорту прицельно одну торпеду из носового торпедного аппарата с дистанции 12 кабельтовых. Вторая торпеда не была выпущена из-за неотработки системы беспузырной стрельбы, и лодка начала всплывать, пришлось срочно заполнять главную балластную цистерну и уходить на глубину. Через 88 секунд в 5-м отсеке был услышан отдаленный взрыв. В 09:03 в перископ был обнаружен транспорт с креном на правый борт и дифферентом на корму. В ответ сопровождавший конвой сторожевик «Uj-1109» сбросил на подводную лодку 22 глубинные бомбы, которые легли достаточно точно для охотника, так и не сумевшего наладить гидроакустический контакт с субмариной: в результате их разрывов на «М-172» частично вышло из строя освещение, оказались повреждены клапаны забортной арматуры, лопнуло стекло манометра в пятом отсеке.
17 апреля из-за больших курсовых углов ПЛ не смогла атаковать в районе мыса Кибергнес одиночный транспорт, а вечером — три эскадренных миноносца «Z-7» («Германн Шёман»), «Z-24», «Z-25», выходивших на перехват союзного конвоя «PQ-14». Ночью 18 апреля, выйдя на эсминцы, лодка вновь не смогла их атаковать из-за большой дистанции и плохой видимости.
20 апреля 1942 года в 06:10 юго-западнее маяка Стуршер подлодка обнаружила на дистанции 14 кабельтовых танкер «Форбах» («Forbach»), следующий в направлении Киркенеса в охранении двух сторожевых кораблей. В 06:38 из подводного положения произвела торпедную атаку, выпустив по танкеру прицельно одну торпеду из носового торпедного аппарата с дистанции 5 кабельтовых. Через 40 секунд услышан взрыв. В 06:49 танкер не обнаружен, преследования не было. 20 апреля прибыла в Полярный.
С 27 апреля по 5 мая 1942 года прошла навигационный ремонт.

#### 11-й боевой поход
9 мая 1942 года в 13:55 «М-172» вышла в Варангер-фьорд на позицию № 6. Во время перехода обнаружила плавающую мину. Утром 10 мая лодка не стала атаковать конвой из-за угрозы тарана со стороны сторожевого корабля, а днём — одиночный транспорт под норвежским флагом из-за его постоянного противолодочного маневрирования.
11 мая юго-западнее мыса Стуршер был замечен конвой, включавший германский теплоход «Хартмут» («Hartmut» 2713 брт) и норвежский пароход «Скьерстад» («Skjerstad» 762 брт), следовавший в направлении Вардё в охранении 3 сторожевых кораблей. В 07:22 подлодка произвела торпедную атаку из носовых торпедных аппаратов с временным интервалом двумя торпедами с дистанции 8 кабельтовых. Несмотря на то, что выход в атаку проводился по акустическим пеленгам, а сама цель наблюдалась только за три минуты до команды «Пли», через минуту после того, как торпеды покинули подлодку, был зафиксирован взрыв, а ещё через четыре минуты отмечено ещё два взрыва, принятые на «М-172» за разрывы глубинных бомб. Судно посчитали потопленным. Этим же вечером лодка прибыла в Полярный.

#### 12-й боевой поход

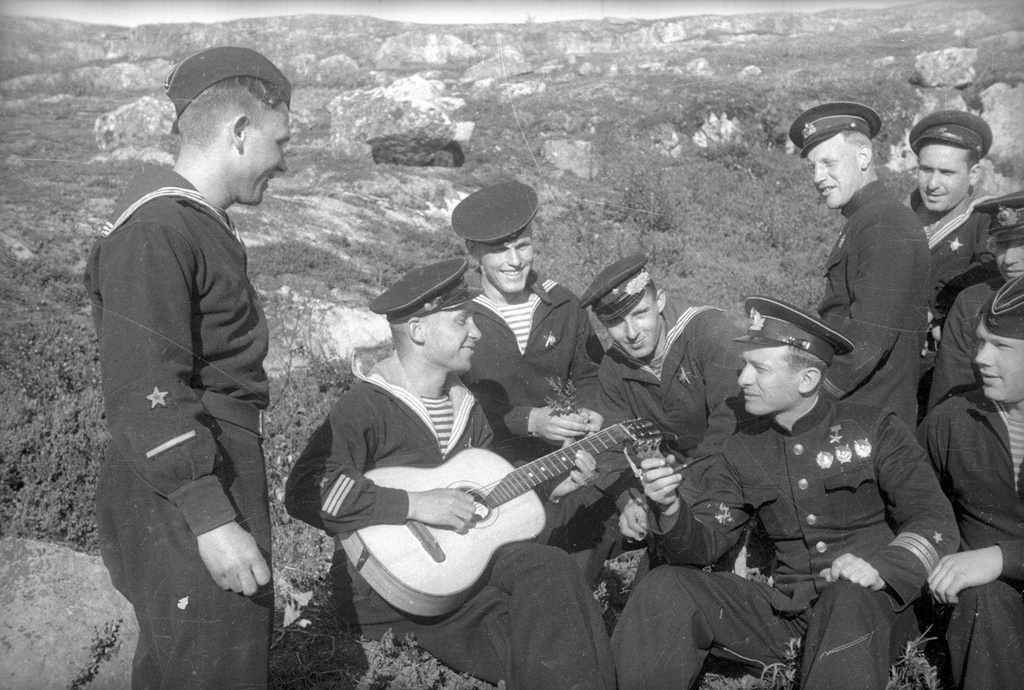
Члены команды М-172 и командир Израиль Фисанович в минуты отдыха между боевыми походами, 1942 год

12-й боевой поход чуть не стал для «М-172» последним. Выйдя 15 мая 1942 года из базы на позицию № 6 в Варангер-фьорд, в 22:15 в районе маяка Стуршер лодка обнаружила на дистанции 8-10 кабельтовых германский конвой в составе госпитального судна «Бирка» («Birka» 1000 брт), танкера «Гердмор» («Gerdmor» 761 брт), тральщика «M-251», катеров-тральщиков «R-56» и «R-63», больших охотников «Uj-1104» и «Uj-1108», следующий в направлении Киркенеса. Командир повёл лодку на прорыв кораблей эскорта и, поднырнув под конвой, в 22:40 из подводного положения с дистанции 3 кабельтовых произвёл торпедную атаку по транспорту, выпустив прицельно одну торпеду из носового торпедного аппарата. Вторую торпеду выпустить не удалось из-за возникновения дифферента на нос, так как через неправильно отработавшую систему беспузырной торпедной стрельбы было принято много воды. На деле атакованным судном оказался охотник «Uj-1108», а торпеда прошла по корме «Uj-1104». Конвойные корабли, заметив точку залпа, начали охоту за подводной лодкой. Через 25 секунд с небольшим интервалом произошли сильные взрывы в непосредственной близости от лодки, осыпавшие пробковую изоляцию и выведшие из строя гирокомпас (магнитный к тому времени уже давал неверные показания). Охотники из состава 11-й флотилии «Uj-1104» и «Uj-1108», наладив гидроакустический контакт с подлодкой, с 22:44 15 мая до 04:12 16 мая не давали ей отойти к своему берегу, щедро сбрасывая глубинные бомбы. В ходе преследования охотники пополнили запас глубинных бомб с подошедших сторожевых кораблей «Нордпол» («Nordpol») и «Поляркрайс» («Polarkreis»). От взрывов нарушилась герметичность заклёпочных швов V и VI отсеков, дейдвудного сальника, в прочном корпусе образовалось 110 вмятин, нарушилась герметичность цистерны главного балласта № 5 и кормовой топливно-балластной цистерны, было повреждено перо вертикального руля, подорваны многие клапаны забортной арматуры, нарушилась центровка линии вала, были повреждены многие приборы и механизмы, в том числе перископ, выбило щит электрического управления приводов управления рулями. Лодка едва удерживала заданную глубину. Ручное управление взяли на себя боцман Тихоненко и командир отделения Семенов, управлял дизелями старшина команды мотористов Александр Дмитриев. По германским данным, всего было израсходовано до 136 глубинных бомб. Кроме того, немцами была вызвана авиация. Только отойдя под защиту своих береговых батарей полуострова Рыбачий лодка всплыла. В 08:16-08:20 после всплытия лодка подверглась обстрелу германских больших охотников, выпустивших 38 88-мм снарядов. Но после открытия огня советской береговой батареей № 147 с мыса Вайтолахти (мыс Немецкий) германские большие охотники отошли. В 08:45 субмарина была атакована германским самолётом Ju-88, вызванным ранее. Он произвёл обстрел подлодки из пулемета и сбросил 2 бомбы, от которых субмарина успела уклониться срочным погружением. 16 мая прибыла в Полярный, где на причале отважную «малютку» встречал командующий флотом вице-адмирал А. Г. Головко, вручивший всему её экипажу правительственные награды.
С 18 мая по 26 сентября 1942 года лодка прошла аварийный ремонт на Мурманском судоремонтном заводе Народного комиссариата рыбной промышленности, в ходе которого на лодке был установлен стабилизатор глубины «Спрут», который хоть создавал значительные помехи для радиосвязи, но позволял автоматически держать глубину без существенных затрат сил и топлива. 12 октября 1942 года при переходе из Полярного в Оленью губу был подплавлен опорный подшипник «Митчеля».

#### 13-й боевой поход
26 октября 1942 года в 0 часов лодка вышла из Полярного на позицию № 5 в район северо-западнее Вардё для высадки разведывательной группы. В 04:20 28 октября с подлодки на вражеское побережье была высажена разведгруппа из трёх норвежцев. В период нахождения на позиции подлодка обнаружила 2 плавающие мины. 29 октября из-за поломки пальца вышла из строя кулачная муфта. Подводной лодке было разрешено вернуться в базу.
9 ноября 1942 года при стоянке у борта плавучей мастерской «Красный горн» в Пала-Губе лодка получила пробоину в прочном корпусе в районе 67—68 шпангоутов, было смято ограждение рулей с правого борта, сдвинут баллер рулей вследствие нескольких столкновений с рядом стоящей «М-174».
С 10 ноября по 14 декабря 1942 года лодка прошла аварийный ремонт.

#### 14-й боевой поход
22 декабря 1942 года в 01:58 подлодка вышла из Полярного на позицию № 6 в Варангер-фьорд. Из-за плохой видимости и шторма за неделю патрулирования встреч с кораблями противника не имела.

#### 15-й боевой поход
21 января 1943 года в 16:52 «М-172» вышла из Полярного на позицию № 5 в район северо-западнее Вардё. На переходе обнаружила плавающую мину. 23 января в 04:14 в районе мыса Маккаур обнаружила конвой противника, включавший в себя суда «Хайнрих Шульте» («Heinrich Schulte» 5056 брт), «Итаури» («Itauri» 6838 брт), «Алудра» («Aludra» 4930 брт) и «Посейдон» («Poseidon» 3910 брт), следующий в восточном направлении. В 04:20 из надводного положения произвела торпедную атаку, выпустив по эскадренному миноносцу, как предположил командир субмарины, эсминцу типа 1936 «Карл Гальстер» (Z-20 «Karl Galster» после войны был предан по репарациям СССР и стал «Прочным»), с временным интервалом две торпеды из носовых торпедных аппаратов с дистанции 13 кабельтовых. Через 2 минуты наблюдался столб воды и был услышан взрыв. Эскадренный миноносец окутался паром и начал садиться на корму. Преследования не было. 23 января «М-172» прибыла в Полярный.

#### 16-й боевой поход
30 января 1943 года в 21:46 лодка вышла из Полярного на позицию № 5 в район северо-западнее Вардё. Вечером 31 января обнаружила конвой противника, но из-за большого курсового угла цели атаковать не стала. Утром 1 февраля в районе Сюльте-фьорда обнаружила конвой противника в составе рудовоза «Рейнланд» и двух сторожевых кораблей «Оствинд» (V-6115 «Ostwind») и «V-6110». У Сюльте-фьорда «М-172» из надводного положения из двух носовых торпедных аппаратов с дистанции 4 кабельтовых атаковала груженный никелевой рудой транспорт «Рейнланд», но торпеды через 37 секунд поймал головной сторожевик «V-6115» (в некоторых источниках ошибочно указывается на уничтожение СКР «V-5909»). От взрывов корабль разорвало на куски, часть из которых пролетели над подлодкой. По зарубежным данным в точке 70°42' с. ш. / 30°15' в. д. был потоплен германский сторожевой корабль V-6115 «Ostwind», на борту которого погибло 45 человек, семерым морякам удалось спастись. Подлодка была контратакована сторожевым кораблем «V-6110», сбросившим наугад 18 глубинных бомб. На этом атака на субмарину закончилась. 2 февраля в 08:05 лодка прибыла в Полярный.

#### 17-й боевой поход
23 февраля 1943 года в 17:06 «М-172» вышла из Полярного на позицию № 6 в Варангер-фьорд. 25 февраля в 08:10 у мыса Стуре-Эккерей обнаружила одиночный миноносец типа «T». Приняв решение об атаке, с дистанции 6 кабельтовых из подводного положения произвела залп в 08:21, выпустив с временным интервалом две торпеды из носовых торпедных аппаратов. Через 50 секунд прозвучали 2 взрыва, затем в течение полутора минут акустик прослушивал неясный скрипящий звук. Через 10 минут в перископ цель не обнаружена. 25 февраля субмарина вернулась в Полярный.
С марта по апрель 1943 года был выполнен навигационный ремонт, в ходе которого лодка прошла модернизацию — были установлены приводы рулей на шумоизоляторы, а также все приборы и механизмы посажены на амортизаторы.

#### 18-й боевой поход
17 апреля 1943 года в 16:35 подлодка вышла из базы на позицию № 6 в Варангер-фьорд. 18 апреля В 07:20 у мыса Кибергнес обнаружила конвой противника, включавший транспорты «Адольф Биндер» («Adolf Binder», 3515 брт), «Вилма» («Vilma», 1314 брт), «Кора» («Kora», 817 брт) и «Доллард» («Dollart», 534 брт), 4 тральщика, 3 сторожевых катера и 3 судна неустановленного типа, следующий из Киркенеса в направлении Вардё. В 08:15 из подводного положения произвела торпедную атаку, выпустив по конвою с временным интервалом две торпеды с неконтактным взрывателем из носовых торпедных аппаратов с дистанции 8 кабельтовых. Предполагается, что торпеды не повредили суда каравана и транспорта продолжили путь. Немецкие большие охотники «Uj-1101», «Uj-1106», «Uj-1109», «Uj-1102» и «Uj-1709» контратаковали подлодку, сбросив на неё 54 глубинных бомбы. В результате бомбежки «М-172» получила повреждения некоторых электроизмерительных приборов, была деформирована переборка кингстона цистерны главного балласта № 1. 18 апреля в 22:54 лодка прибыла в Полярный.

#### 19-й боевой поход

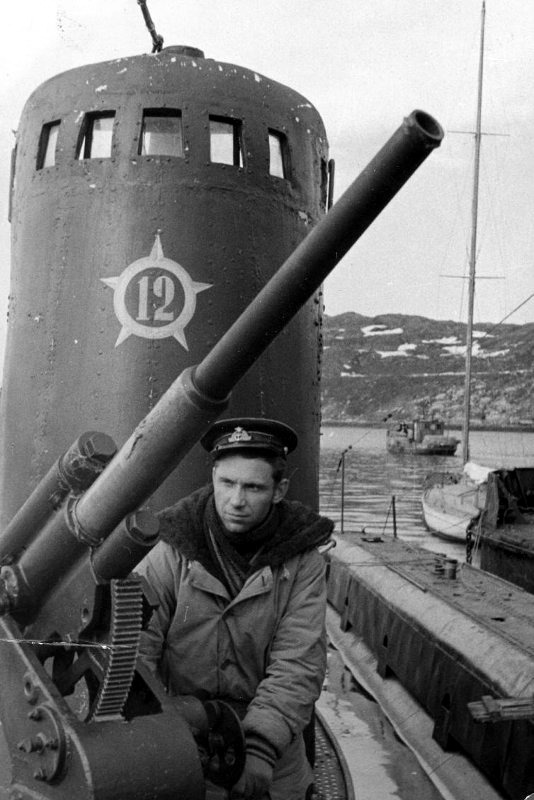
Боцман ПЛ «М-172» мичман Николай Павлович Тихоненко у 45-мм орудия. Май 1943 г.

4 мая 1943 года в 16:54 «М-172» вышла из Полярного на позицию № 6 в Варангер-фьорд. В 16:00 в точке 70°13' с. ш. / 31°00' в. д. задела металлический предмет, предположительно минреп — взрыв не последовал. 6 мая произвела зарядку аккумуляторных батарей в бухте Пумманки.
7 мая в 22:58 у мыса Кибергнес лодка обнаружила конвой противника в составе транспорта, миноносца, двух сторожевых кораблей и трёх судов неустановленного типа, следующий в направлении Киркенеса. В 23:36 из подводного положения произвела торпедную атаку, выпустив по транспорту (по зарубежным данным было атаковано немецкое госпитальное судно «Фазан» («Fasan», 1075 брт)) с временным интервалом две торпеды с неконтактным взрывателем из носовых торпедных аппаратов с дистанции 8 кабельтовых. Через 67 и 71 секунды зафиксированы 2 взрыва. Предпринятая 3-часовая атака немецкими большими охотниками «Uj-1101», «Uj-1103» и «Uj-1106», сбросившими на безопасном удалении 11 глубинных бомб прошла для субмарины без особых последствий. Израсходовав обе торпеды, лодка начала возвращение в базу 8 мая. На переходе в районе мыса Сеть-Наволок лодка, идя в сопровождении двух сторожевых катеров морского охранения, была атакована со стороны одиночного истребителя-бомбардировщика Fw-190. Сброшенная с самолёта бомба упала за кормой погружавшейся субмарины, отрикошетила от воды, перелетела через рубку подводной лодки и взорвалась в 10 метрах от носа «М-172». Прибыв в Полярный, подводники увидели результат взрыва 250-килограммовой бомбы — 22 вмятины в прочном корпусе, лопнувшую масляную цистерну правого борта, нарушенную центровку линии вала, 3 разбитых бака носовой группы аккумуляторных батарей.
С 19 мая 1943 года начался аварийный ремонт.
В начале июля 1943 года капитан 2-го ранга Израиль Ильич Фисанович вступил в должность командира 6-го дивизиона бригады подводных лодок Северного флота.
На должность командира «М-172» с 10 июля 1943 года назначен капитан-лейтенант Иван Андреевич Кунец.
В начале июля подлодка вступила в строй, но до сентября 1943 года занималась отработкой задач боевой подготовки.
Приказом народного комиссара Военно-Морского Флота от 25 июля 1943 года подлодке «М-172» было присвоено почётное звание гвардейская. Считалось, что на её счету было 12 подтверждённых побед.
С июля по сентябрь 1943 года лодка находилась в организационном периоде.

#### 20-й боевой поход
1 октября 1943 года в 18:02 «М-172» вышла из Полярного на позицию № 1 в Варангер-фьорд. В момент выхода лодки на боевую вахту на её борту находилось 23 члена экипажа. Должна была действовать в Варангер-фьорде в паре с «М-105», сменяя её на позиции по чётным числам. На заданную точку лодка не вышла и в дальнейшем на связь не выходила. 18 октября 1943 года истек срок автономности.
Подлодка в базу так и не вернулась, считалась пропавшей без вести. Точных данных о времени и месте гибели нет.
Существует несколько версий гибели «М-172»:
- подрыв на мине заграждений «NW-34», «NW-35» или «Sperre-V»;
- подрыв на плавающей мине;
- ошибка личного состава;
- отказ техники.

## Итог
За время службы «М-172» совершила 19 полных боевых походов. Выполнила 13 торпедных атак 20 торпедами.
15 ноября 1941 года эвакуировала разведгруппу.
26 октября 1942 года доставила норвежскую разведгруппу.
Достоверно установлено — 1 февраля 1943 года потопила германский сторожевой корабль «V-6115» («Ostwind»).

## Командиры (период)
1. Логинов И. А. (02.11.1936—18.03.1937 исполняющий должность, 19.03.1937—27.11.1938)
2. Коваленко С. И. (22.11.1938—15.06.1939 исполняющий должность, 16.06.1939—29.10.1939)
3. Лысенко Д. Я. (31.10.1939—22.07.1941)
4. Фисанович И. И. (22.07.1941—10.07.1943)
5. Кунец И. А. (09.07.1943—10.1943)

## Экипаж во время последнего похода «М-172»
- Баранов Анатолий Никитич, 1920 г. р., гвардии старший краснофлотец, старший моторист.
- Бедин Алексей Яковлевич, 1916 г. р., гвардии старшина 1 статьи, командир отделения трюмных.
- Бредихин Николай Иванович, 1914 г. р., гвардии старший лейтенант, помощник командира ПЛ.
- Быстрый Федор Прокофьевич, 1921 г. р., гвардии краснофлотец, рулевой.
- Вашурин Николай Кузьмич, 1914 г. р., гвардии старший лейтенант, командир БЧ-1.
- Дмитриев Александр Иванович, 1916 г. р., гвардии главный старшина, старшина группы мотористов.
- Криволапов Сергей Романович, 1919 г. р., гвардии старший краснофлотец, старший рулевой.
- Кунец Иван Андреевич, 1910 г. р., гвардии капитан-лейтенант, командир подлодки.
- Можарцев Алексей Федорович, 1923 г. р., гвардии краснофлотец, торпедист.
- Никитаев Владимир Егорович, 1924 г. р., гвардии краснофлотец, электрик.
- Пешков Митрофан Александрович, 1916 г. р., гвардии старшина 1 статьи, командир отделения мотористов.
- Писанов Георгий Владимирович, 1914 г. р., гвардии старшина 1 (2?) статьи, командир отделения радистов.
- Полковский Анатолий Иосифович, 1919 г. р., гвардии старший краснофлотец, старший электрик.
- Попов Иван Иванович, 1923 г. р., гвардии краснофлотец, специалист СКС.
- Пугаев Петр Александрович, 1918 г. р., гвардии (старший?) краснофлотец, (старший?) трюмный.
- Семенов Виктор Федорович, 1918 г. р., гвардии старшина 1 статьи, командир отделения рулевых.
- Серёгин Николай Николаевич, 1917 г. р., гвардии главный старшина, старшина группы торпедистов.
- Строганов Петр Георгиевич, 1916 г. р., гвардии инженер-капитан-лейтенант, командир БЧ-5.
- Терпелов (Терцелов?) Виктор Иванович, 1924 г. р., гвардии краснофлотец, моторист.
- Тертычный Владимир Степанович, 1919 г. р., гвардии старшина 1 статьи, командир отделения штурманских электриков.
- Тихоненко Николай Павлович, 1917 г. р., гвардии мичман, старшина группы рулевых (боцман).
- Шумихин Анатолий Васильевич, 1919 г. р., гвардии старшина 1 (2?) статьи, командир отделения акустиков.
- Головлев Федор Павлович, 1916 г. р., гвардии главный старшина, старшина группы электриков.